# Вјечни дерби
Вјечни дерби је фудбалска утакмица између два велика хрватска ривала, сплитског Хајдука и загребачког Динама. Прва утакмица је забележена 1946. године.
Од 1946. до данас одиграно је 245 дерби сусрета, рачунајући сва такмичења. Од тога Динамо има 105 победа, Хајдук 76, а 64 сусрета је завршено нерешено, уз гол-разлику 340–274 у корист Динама.
У Југославији су одиграна 103 дербија, Динамо је забележио 39 победа, Хајдук 36, док је 28 утакмица одиграно нерешено, уз гол-разлику 144–138 у корист Динама.
Од осамостаљења Хрватске одиграна је 142 утакмица (укључујући куп, суперкуп и првенство), Динамо бележи 66 победе, Хајдук 40, а 36 утакмица је завршила без победника, уз гол-разлику 196–136 у корист Динама.

## Статистика дербија
Од 2. марта 2025.
| Такм.                 | ИГ  | Динамо | Н  | Хајдук | ГолДинамо | ГолХајдук |
| --------------------- | --- | ------ | -- | ------ | --------- | --------- |
| Првенство Југославије | 92  | 33     | 26 | 33     | 125       | 127       |
| Куп Југославије       | 11  | 6      | 2  | 3      | 19        | 11        |
| Укупно у Југославији  | 103 | 39     | 28 | 36     | 144       | 138       |
| Првенство Хрватске    | 110 | 49     | 29 | 32     | 151       | 110       |
| Куп Хрватске          | 22  | 13     | 3  | 6      | 33        | 18        |
| Суперкуп Хрватске     | 10  | 4      | 4  | 2      | 12        | 8         |
| Укупно у Хрватској    | 142 | 66     | 36 | 40     | 196       | 136       |
| Укупно сва такмичења  | 245 | 105    | 64 | 76     | 340       | 274       |

| ИГ: одиграно утакмица                 |
| Динамо: победа Динама                 |
| Хајдук: победа Хајдука                |
| Н: нерешено                           |
| ГолДинамо: постигнутих голова Динама  |
| ГолХајдук: постигнутих голова Хајдука |

## Фудбалери који су играли за оба клуба
| - Ратко Кацијан - Бранко Стинчић - Божидар Сенчар - Свемир Делић - Хрвоје Јукић - Вилсон Џони - Дамир Маричић - Стјепан Деверић - Дражен Бобан - Владо Папић - Саша Першон - Жељко Шоић - Марио Новаковић - Јошко Јеличић - Срђан Младинић - Ренато Јурчец - Младен Младеновић - Ардиан Кознику - Гоце Седлоски - Марио Базина | - Томислав Рукавина - Иван Бошњак - Мате Драгичевић - Нико Крањчар - Данијел Хрман - Марио Гргуровић - Младен Бартоловић - Мирко Хрговић - Дарио Јертец - Маријан Буљат - Иво Смоје - Анте Рукавина - Дује Чоп - Рубен Лима - Франко Андријашевић - Иван Антон Васиљ - Марио Будимир - Дарио Шпикић - Јосип Брекало - Марко Бркљача |

## Фудбалери који су играли за млађе категорије једног а за први тим другог клуба
- Стипе Лапић (млађе категорије Хајдука, потом први тим Динама)
- Тео Кардум (млађе категорије и Хајдука и Динама, потом први тим Динама)
- Младен Пелаић (млађе категорије Динама, потом први тим Хајдука)
- Иван Ћурјурић (млађе категорије и Динама и Хајдука, потом први тим Хајдука)
- Мате Малеш (млађе категорије Хајдука, потом први тим Динама)
- Марио Малоча (млађе категорије и Динама и Хајдука, потом први тим Хајдука)
- Анте Пуљић (млађе категорије Хајдука, потом први тим Динама)
- Филип Озобић (млађе категорије Динама, потом први тим Хајдука)
- Томислав Киш (млађе категорије и Динама и Хајдука, потом први тим Хајдука)
- Јосип Чалушић (млађе категорије и Хајдука и Динама, потом први тим Динама)
- Иван Прскало (млађе категорије и Динама и Хајдука, потом први тим Хајдука)
- Марко Пејић (млађе категорије Динама, потом први тим Хајдука)
- Фран Тудор (млађе категорије Динама, потом први тим Хајдука)
- Давид Чолина (млађе категорије Динама, потом први тим Хајдука)
- Филип Кровиновић (млађе категорије Динама, потом први тим Хајдука)
- Мартин Батурина (млађе категорије и Хајдука и Динама, потом први тим Динама)
- Дени Јурић (млађе категорије Хајдука, потом први тим Динама)
- Јаков Антон Васиљ (млађе категорије и Хајдука и Динама, потом први тим Динама)

## Фудбалери који су играли за млађе категорије оба клуба
- Гордан Ципрић (прво у Динаму, потом у Хајдуку)
- Мате Етеровић (прво у Хајдуку, потом у Динаму)
- Стипе Чулина (прво у Динаму, потом у Хајдуку)
- Марко Грчић (прво у Хајдуку, потом у Динаму)

## Фудбалери који су постизали голове за оба клуба у дербијима
- Стјепан Деверић (3 гола за Динамо, 1 гол за Хајдук)
- Јошко Јеличић (1 гол за Хајдук, 3 гола за Динамо)
- Анте Рукавина (1 гол за Хајдук, 1 гол за Динамо)
- Божидар Сенчар (2 гола за Динамо, 1 гол за Хајдук)

## Тренери који су водили оба клуба
- Бранко Зебец
- Влатко Марковић
- Томислав Ивић
- Јосип Скоблар
- Ненад Грачан
- Мирослав Блажевић
- Жељко Копић